# Prionopelta antillana
Prionopelta antillana är en myrart som beskrevs av Auguste-Henri Forel 1909. Prionopelta antillana ingår i släktet Prionopelta och familjen myror. Inga underarter finns listade i Catalogue of Life.

## Bildgalleri

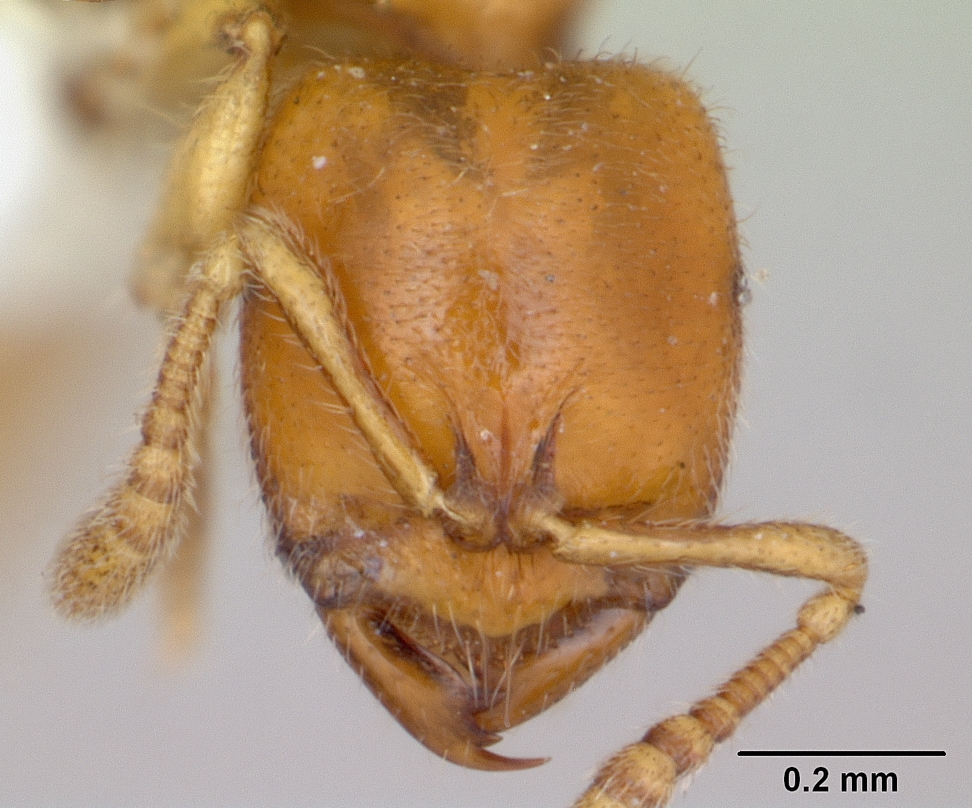
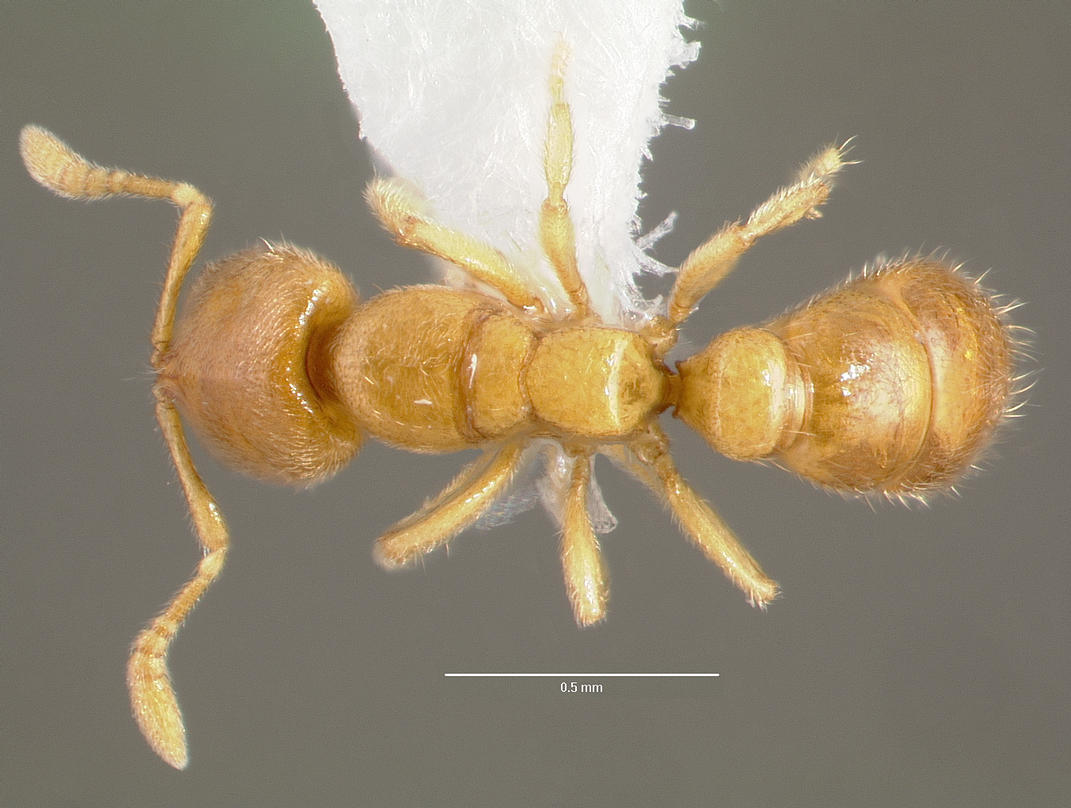
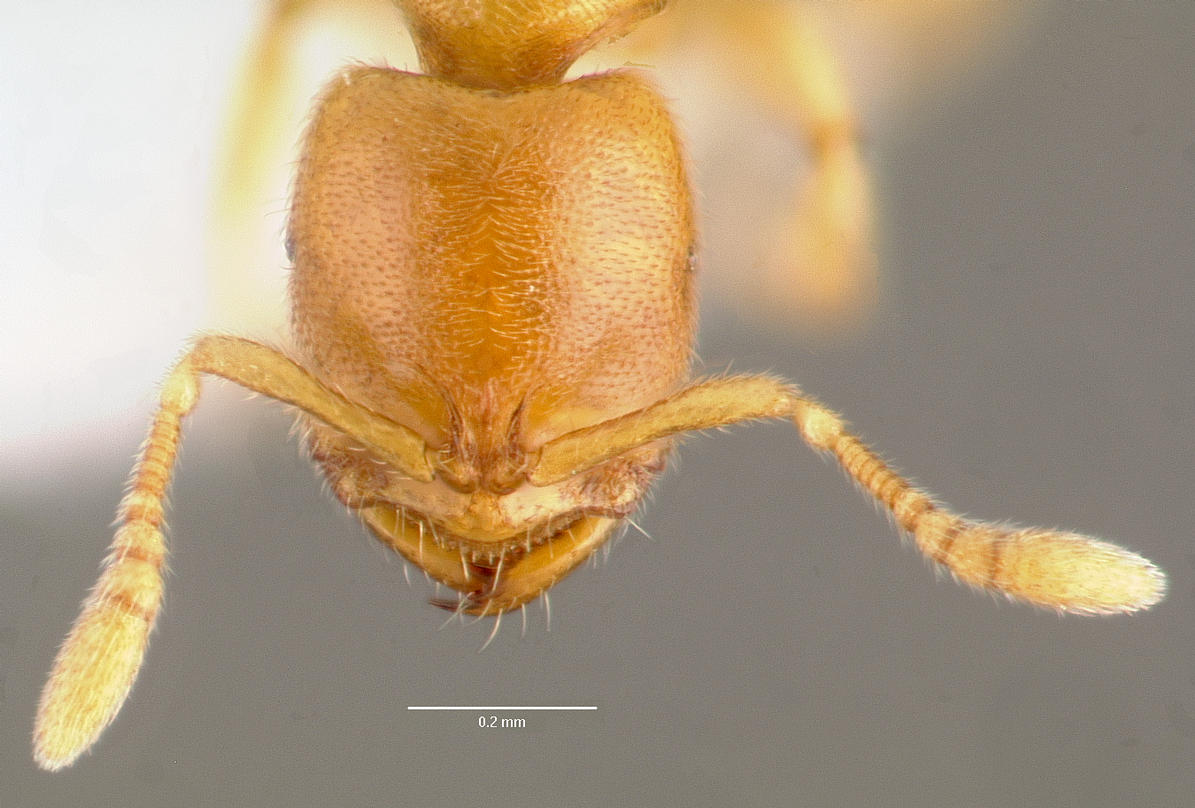
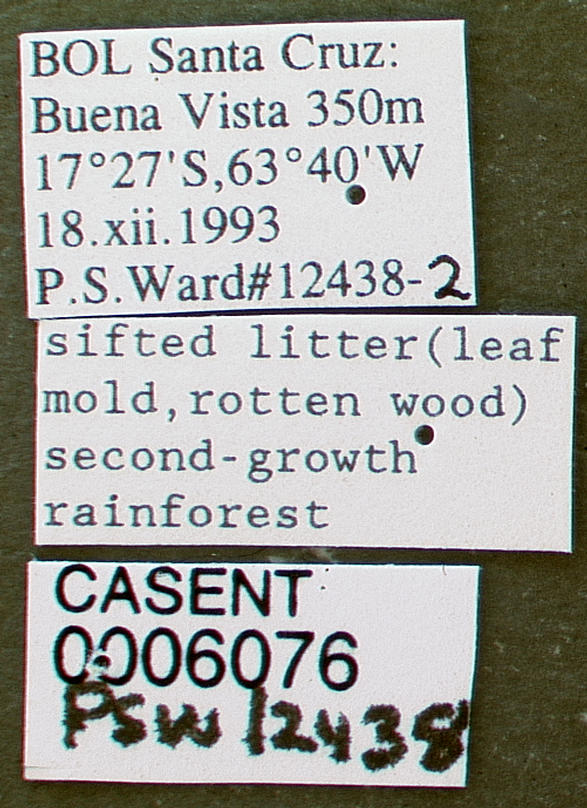
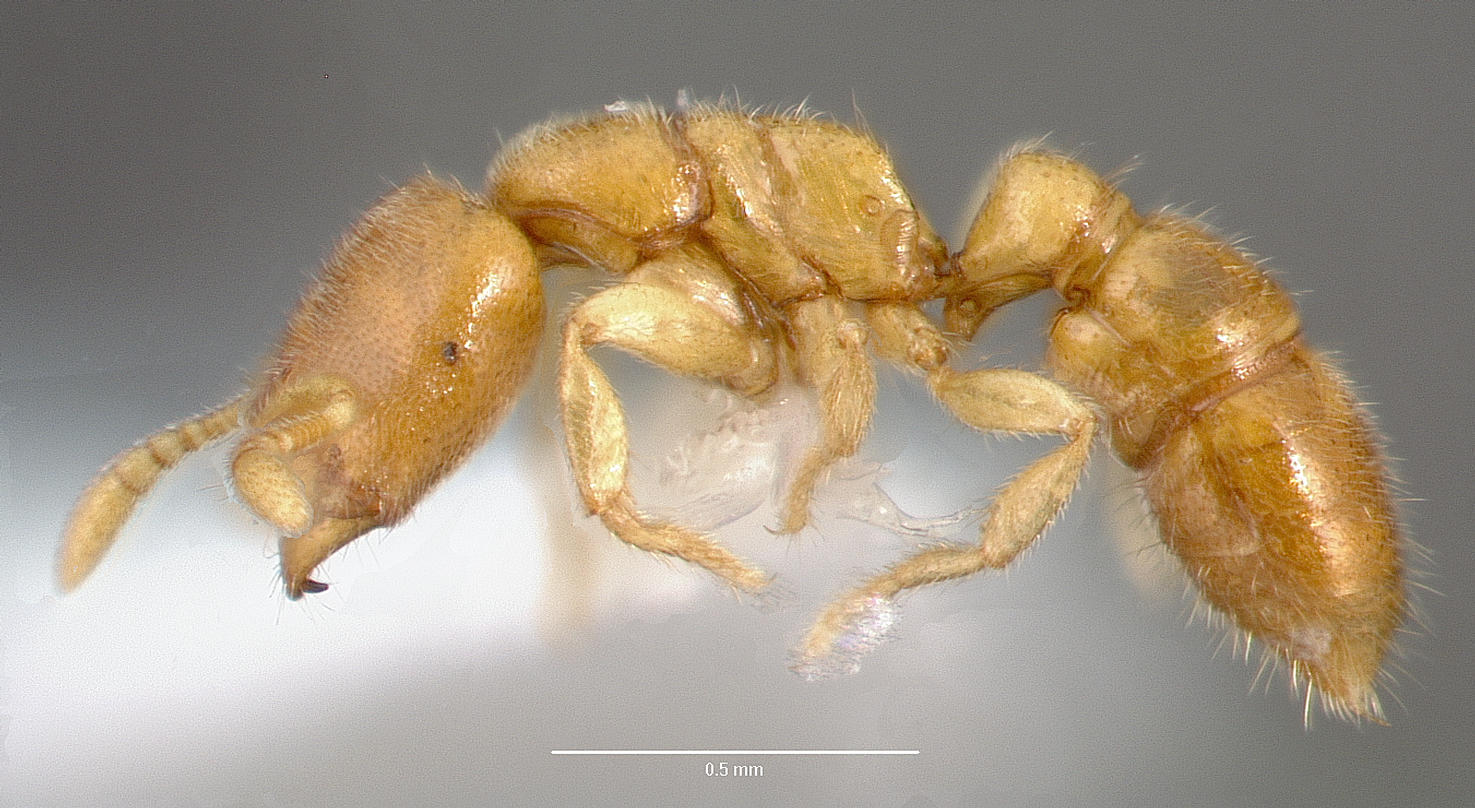
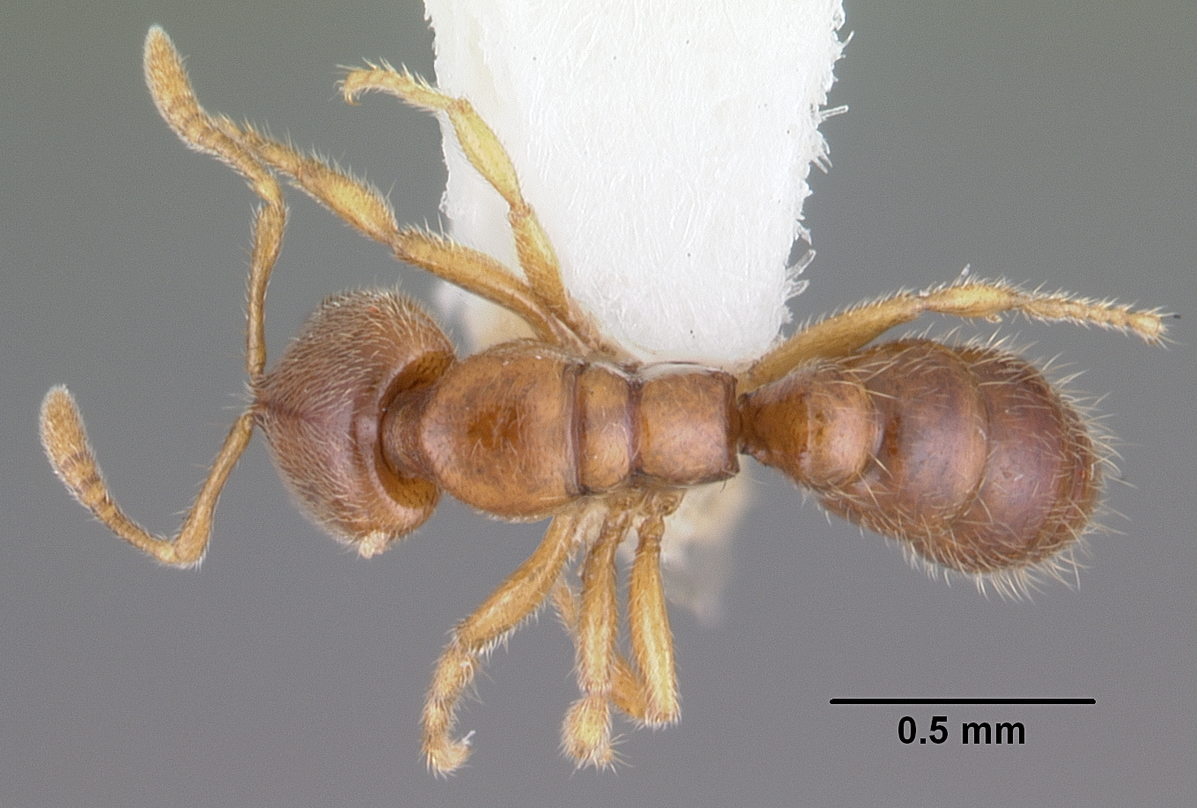